# Classe nominale
En linguistique, le terme de classe nominale, ou classe du nom, se réfère à un système de catégorisation des noms. Un nom peut appartenir à une classe donnée en raison de traits caractéristiques de son référent, tels que le sexe, la distinction animé / non animé ou la forme, mais le fait de ranger un nom dans telle ou telle classe est souvent purement conventionnel.
Certains auteurs utilisent le terme de genre comme un synonyme de classe nominale, tandis que d’autres associent une définition différente à chacun de ces termes (voir plus bas).
Les classes nominales ne doivent pas être confondues avec les classificateurs.

## La notion de classe nominale
En général, les langages naturels catégorisent les noms en classes nominales de trois manières principales :
- selon des critères sémantiques : en fonction de similitudes de sens ;
- selon des critères syntaxiques : en fonction de similitudes d’emplois ;
- selon des critères morphologiques : en fonction de similitudes de formes.

Habituellement, c’est une combinaison des trois critères qui s’applique, bien que l’un d’entre eux prédomine.
Les classes nominales constituent un système d’accords. L’appartenance d’un nom à une classe donnée peut impliquer la présence :
- d’affixes d’accord sur les adjectifs, les pronoms, les numéraux etc. qui sont les constituants du syntagme nominal ;
- d’affixes d’accord sur le verbe ;
- d’une forme spécifique du pronom remplaçant le nom ;
- d’un terme de classe spécifique dans le syntagme nominal (ou dans certains types de syntagmes nominaux).

Le français moderne exprime les classes nominales au travers des pronoms personnels singuliers à la troisième personne il et elle et de leurs autres formes fléchies. En anglais, le choix entre le pronom relatif who (personnes) et which (non-personnes) peut également être considéré comme une façon de catégoriser les noms en classes. Quelques noms présentent aussi des vestiges de classes nominales, tels que actrice, où la terminaison en -trice dénote une personne de sexe féminin. Ce type d’affixation du nom est tout à fait commun dans des langues qui possèdent un véritable genre grammatical, comme c’est le cas de la plupart des langues indo-européennes, dont le français fait partie ; il est moins fréquent en anglais (actor / actress).
Lorsque la classe nominale est exprimée au niveau d’une autre partie du discours, en dehors des noms et des pronoms, on dit que la langue concernée possède un genre grammatical.
Certaines langues dépourvues de classes nominales inflexionnelles permettent malgré tout de catégoriser les noms de manière extensive au moyen de particules indépendantes appelées classificateurs.

### Critères de définition des classes nominales
Les classes nominales sont généralement définies par des oppositions contrastives, comme entre
- animé / inanimé (comme en ojibwe),
- être pensant / non pensant (comme en tamoul),
- mâle / autre,
- être humain masculin / autre,
- masculin / féminin,
- masculin / féminin / neutre,
- fort / faible,
- augmentatif / diminutif.

On trouve dans certaines langues, y compris au sein de la famille indo-européenne, une corrélation plus ou moins nette entre les classes nominales et la forme de leurs objets respectifs.
Certains linguistes pensent que le nostratique, ancêtre commun hypothétique des langues indo-européennes et d’autres familles de langues, possédait les classes « humain », « animal » et « objet ».

## Genres grammaticaux et classes nominales
Pour un article plus général, voir Genre grammatical.
Le terme de « genre », tel qu’il est utilisé par certains linguistes, se réfère à un système de classes nominales comportant 2, 3 ou 4 classes. Pour ces linguistes, les genres sont des instances de classes nominales. Toutefois, tous les linguistes ne sont pas d’accord avec cette distinction entre classes nominales et genres, et utilisent le terme de « genre » dans les deux cas.
Dans les langues qui possèdent des genres, le genre est une catégorie sélective s’appliquant au nom. Cela signifie qu’à chaque nom doit être assigné un genre, et donc que l’ensemble des noms peut être divisé en groupes en fonction de leur genre. Le mot « genre » vient du latin genus, qui est aussi la racine de « genre », et qui signifiait à l’origine « espèce, sorte, catégorie » : il n’est donc pas nécessairement lié à la notion de sexe. Par exemple, le mot polonais ręcznik (serviette) est de genre masculin, encyklopedia (encyclopédie) est féminin, et krzesło (chaise) est neutre.
Une langue possède un genre grammatical lorsqu’un changement de genre du nom induit nécessairement un changement morphologique de l’adjectif et des autres parties du discours (dont le verbe) qui sont liés au nom. Pour l’adjectif et quelques autres mots fléchis, le genre est une catégorie flexionnelle. En d’autres termes encore, lorsqu’un nom appartient à un genre donné, les autres parties du discours qui se réfèrent à ce nom doivent être fléchies de manière à se trouver dans la même classe. Ces changements obligatoires sont appelées l’accord de genre.
En polonais, l’adjectif qui signifie « grand » possède trois formes (au nominatif singulier), l’une pour le masculin, l’autre pour le féminin, et la troisième pour le neutre : duży ręcznik (« une grande serviette »), duża encyklopedia (« une grande encyclopédie »), duże krzesło (« une grande chaise »).

## Classes nominales dans certaines familles de langues
Les familles ci-après sont classées par ordre alphabétique.

### Langues algonquiennes
L’ojibwe et d’autres membres des langues algonquiennes marquent une distinction entre la classe des animés et celle des non animés. Certaines sources avancent que la distinction s’appuierait sur la notion de « puissance ». Tous les êtres vivants et les choses sacrées et celles qui sont liées à la Terre sont considérés comme « puissantes » et appartiennent à la classe des animés. La répartition est toutefois quelque peu arbitraire puisque « framboise » est inanimé alors que « fraise » est animé.

### Langues athapascanes
En navajo (langue apache), les noms sont classés en fonction de la distinction animé / inanimé, de la forme et de la consistance. Toutefois d'un point de vue morphologique, les distinctions exprimées le sont non sur les noms-mêmes mais sur les verbes dont ces noms sont sujets ou objets directs. Par exemple, dans la phrase Shi’éé’ tsásk’eh bikáa’gi dah siłtsooz (ma chemise est posée sur le lit), on utilise le verbe siłtsooz (est posée) parce que le sujet shi’éé’ (ma chemise) se réfère à un objet plat et flexible. Dans la phrase Siziiz tsásk’eh bikáa’gi dah silá, « Ma ceinture est posée sur le lit », on utilise le verbe silá (est posée) parce que le sujet siziiz (ma ceinture) se réfère à un objet mince et flexible.
Le koyukon (langue athapascane du nord) possède un système de classification plus complexe. Comme le navajo, il a des radicaux verbaux classificateurs en fonction de la distinction animé / inanimé, de la forme et de la consistance. Toutefois, les verbes koyukon ont en plus ce qu’on appelle des « préfixes de genre » qui opèrent une classification supplémentaire. Le koyukon a donc en fait deux systèmes différents de classification des noms : (a) un système de classification verbale et (b) un système de genres. Par exemple, le radical verbal -tonh est utilisé pour les objets contenus. Lorsque -tonh est combiné avec tel ou tel préfixe de genre, il peut en résulter la forme daaltonh, qui se réfère à des objets contenus dans des boîtes, ou etltonh s’ils sont contenus dans des sacs.

### Langues australiennes aborigènes
Le dyirbal est bien connu pour son système à quatre classes nominales, qui tendent à se répartir sémantiquement comme suit :
1. êtres animés, hommes ;
2. femmes, eau, feu, violence ;
3. fruits et légumes comestibles ;
4. divers (choses n’entrant pas dans les trois premières catégories).

Par exemple, la classe habituellement étiquetée « féminin » comprend les mots concernant le « feu » et les créatures et phénomènes dangereux. Ceci a inspiré le titre de l’ouvrage de George Lakoff, Women, Fire and Dangerous Things  (ISBN 0-226-46804-6).
Le ngangikurrunggurr a une classe nominale réservée aux canines et aux armes de chasse, et l’anindilyakwa a une classe réservée pour les objets qui reflètent la lumière. Le diyari ne distingue qu'entre les choses femelles et les autres. C’est peut-être dans la langue yanyuwa que figure le plus grand nombre de classes nominales puisqu'on en compte 16.

### Langues caucasiennes
Certaines langues du nord-ouest du Caucase et presque toutes celles de la famille du nord-est du Caucase présentent des classes nominales. Dans cette dernière, seuls le lezguien, l’oudi et l’agul n’en possèdent pas. Certaines de ces langues n'ont que deux classes, et le bats en connaît huit. Toutefois, le système le plus répandu est fondé sur quatre classes : masculin, féminin, êtres animés et certains objets, et une dernière classe pour les autres noms. L'andi a une classe réservée pour les insectes.
Parmi les langues du nord-ouest du Caucase, l'abkhaze présente une distinction entre mâle et humain d’une part et femelle et non humain d’autre part. L’oubykh présente certaines flexions basées sur un schéma similaire mais seulement dans certains cas, et la flexion liée à la classe nominale n’est même pas obligatoire.
Dans toutes les langues caucasiennes qui connaissent les classes les marquent non sur le nom-même mais sur les éléments dépendants, verbes, adjectifs, pronoms et prépositions.

### Langues nigéro-congolaises
Les langues nigéro-congolaises peuvent avoir 10 classes ou davantage, définies selon des critères non liées au sexe. Le peul possède environ 26 classes nominales (le nombre exact varie légèrement selon le dialecte). Selon Steven Pinker, le kivunjo utilise 16 classes nominales, avec des classes pour les positions précises et pour les localisations générales, des classes pour les groupes ou paires d’objets et des classes pour les objets réunis en groupes ou en paires, des classes pour les qualités abstraites.

#### Langues bantoues
Selon Carl Meinhof, les langues bantoues possèdent au total 22 classes nominales (cette notion a été introduite par WWJ Bleek). Si on ne connaît aucune langue qui les exprime toutes, la plupart d’entre elles en possèdent au moins 10. Par exemple, selon le dénombrement de Meinhof, le swahili en aurait 15, le sesotho 18 et le luganda 19.
Les spécialistes des langues bantoues soulignent qu’il existe une différence nette entre les genres (tels que dans les langues afro-asiatiques et indo-européennes) et les classes nominales (telles que dans les langues Niger-Congo). Les langues possédant des classes nominales distinguent les noms formellement sur la base de significations hyperonymiques. La catégorie des classes nominales y remplace la catégorie du genre mais aussi celles du nombre et du cas.
Les critiques de l’approche de Meinhof remarquent que son système de dénombrement des classes nominales répartit le singulier et le pluriel d’un même nom dans des classes séparées. Cela leur semble en contradiction avec la manière dont d'autres langues sont traditionnellement considérées, avec le nombre orthogonal au genre. Selon ces critiques, une analyse à la manière de Meinhof aboutirait à 9 genres pour le grec ancien. Si on s'en tient à la tradition linguistique plus générale, et on considère les singuliers et les pluriels comme appartenant à une même classe, alors le swahili aurait 8 ou 9 classes, le sesotho 11 et le luganda 10.
La méthode de dénombrement de Meinhof a tendance à être utilisée dans des travaux scientifiques portant sur la comparaison entre différentes langues bantoues. Par exemple en swahili, le mot rafiki (ami) appartient à la classe 9 et sa « forme plurielle », marafiki est en classe 6, même si la plupart des noms de la classe 9 ont le pluriel de la classe 10. Pour cette raison, on évoque souvent les classes nominales en combinant leur singulier et leur pluriel. Par exemple, rafiki est classé "6/9" pour indiquer qu’il est de la classe 6 au singulier et de la classe 9 au pluriel.
Cependant, ces exceptions ne concernent pas toutes les langues bantoues. En luganda, chaque classe au singulier a une classe correspondante au pluriel (sauf une classe qui ne présente pas de distinction singulier-pluriel), et en swahili, il n’y a pas d’exceptions de ce type. C'est pourquoi les linguistes spécialistes du luganda utilisent le système de numérotation orthogonale lorsqu’ils discutent la grammaire luganda (dans un autre contexte que dans celui de la linguistique comparative des langues bantoues) et indiquent les 10 classes nominales traditionnelles de cette langue.
Voici une liste complète des classes nominales en swahili :
| No de classe | Préfixe         | Sens habituel                                                   |
| ------------ | --------------- | --------------------------------------------------------------- |
| 1            | m-, mw-, mu-    | singulier: personnes                                            |
| 2            | wa-, w-         | pluriel: personnes (contrepartie de la classe 1)                |
| 3            | m-, mw-, mu-    | singulier: plantes                                              |
| 4            | mi-, my-        | pluriel: plantes (contrepartie de la classe 3)                  |
| 5            | ji-, j-, 0-     | singulier: fruits                                               |
| 6            | ma-, m-         | pluriel: fruits (contrepartie des classes 5, 9, 11, rarement 1) |
| 7            | ki-, ch-        | singulier: choses                                               |
| 8            | vi-, vy-        | pluriel: choses (contrepartie de la classe 7)                   |
| 9            | n-, ny-, m-, 0- | singulier: animaux, choses                                      |
| 10           | n-, ny-, m-, 0- | pluriel: animaux, choses (contrepartie des classes 9 and 11)    |
| 11           | u-, w-, uw-     | singulier: pas de sémantique nette                              |
| 15           | ku-, kw-        | noms déverbaux                                                  |
| 16           | pa-             | localisations: proche de                                        |
| 17           | ku-             | localisation indéfinie ou direction                             |
| 18           | mu-, m-         | localisations: à l’intérieur de                                 |

0- signifie absence de préfixe. Il faut noter que certaines classes sont homonymiques (notamment 9 et 10). En swahili, la classe proto-bantoue 12 a disparu, les classes 7 et 13 ont fusionné, de même que les classes 11 et 14.
Les préfixes de classes apparaissent aussi sur les adjectifs et les verbes :
Kitabu kikubwa kinaanguka.
cl.7-livre cl.7-grand, gros cl.7-PRÉSENT-tomber 

‘Le gros livre tombe.’
Les marques apparaissant sur les adjectifs peuvent différer des préfixes du nom :
Mtoto wangu alikinunua kitabu.
cl.1-enfant cl.1-mon cl.1-PASSÉ-cl.7-acheter cl.7-livre 

‘Mon enfant a acheté un livre.’
Dans cet exemple, le préfixe verbal a- et le préfixe pronominal wa- sont en concordance avec le préfixe nominal m- et expriment tous la classe 1 en dépit de leur forme divergente.

#### Zandé
Le zandé (langue des Zandés, en Afrique centrale) distingue quatre classes nominales :
| Critère           | Exemple | Traduction    |
| ----------------- | ------- | ------------- |
| humain (masculin) | kumba   | mari          |
| humain (féminin)  | dia     | épouse        |
| animé             | nya     | bête (animal) |
| autres            | bambu   | maison        |

Il existe environ 80 noms inanimés qui se trouvent dans la classe des animés, parmi lesquels des noms dénotant des objets célestes (lune, arc-en-ciel), des objets métalliques (marteau, anneau), des plantes comestibles (patate douce, pois) et des objets non métalliques (sifflet, balle). De nombreuses exceptions sont associées à une forme arrondie, et certaines peuvent s’expliquer par leur rôle dans la mythologie zandé.

## Source
- (en) Cet article est partiellement ou en totalité issu de l’article de Wikipédia en anglais intitulé « Noun class » (voir la liste des auteurs).